# Landtagswahlkreis Bochum III
Der Landtagswahlkreis Bochum III (von 2005 bis 2022: Landtagswahlkreis Bochum III – Herne II) ist ein Landtagswahlkreis in Nordrhein-Westfalen. Seit 2022 umfasst er folgende Wahlbezirke der kreisfreien Stadt Bochum:
| Stadtbezirke im Landtagswahlkreis Bochum III | Stadtbezirke im Landtagswahlkreis Bochum III | Stadtbezirke im Landtagswahlkreis Bochum III |
| Stadtbezirk Wattenscheid                     | Stadtbezirk Mitte                            |                                              |
| -------------------------------------------- | -------------------------------------------- | -------------------------------------------- |
| 21 Günnigfeld/Südfeldmark                    | 12 Innenstadt-Nord/Schmechtingwiese          |                                              |
| 22 Wattenscheid-Mitte/Westenfeld             | 14 Innenstadt-Südost                         |                                              |
| 23 Wattenscheid-Mitte/Ost                    | 15 Goldhamme/Stahlhausen                     |                                              |
| 24 Wattenscheid-West/Leithe                  | 16 Hamme/Hordel                              |                                              |
| 25 Höntrop-Nord                              | 18 Hofstede                                  |                                              |
| 26 Eppendorf/Munscheid                       |                                              |                                              |
| 27 Höntrop-Süd/Sevinghausen                  |                                              |                                              |

## Geschichte
Zur Landtagswahl 1980 wurde der Zuschnitt der Wahlkreise überarbeitet. Der Wahlkreis Bochum III umfasste seitdem den Stadtbezirk Wattenscheid, der aus der 1975 eingemeindeten Stadt Wattenscheid hervorging. Zur Landtagswahl 2000 kam ein Teil des Stadtbezirks Mitte hinzu, nachdem der Wahlkreis Bochum IV aufgelöst wurde. Zur Landtagswahl 2005 änderte sich der Zuschnitt erneut, so wurde der Wahlbezirk 26 Eppendorf/Munscheid an den Wahlkreis Bochum II abgegeben. Dafür kam der Stadtbezirk Eickel der benachbarten Stadt Herne hinzu. Folglich erhielt der Wahlkreis den Namen Bochum III – Herne II. Der jetzige Zuschnitt besteht seit der Landtagswahl 2022. Zu dieser wurde Eickel in den Wahlkreis Herne umgegliedert, dafür kamen die Wahlbezirke 14 und 26 hinzu, wodurch der Bezirk Wattenscheid wieder vollständig zum Wahlkreis Bochum III gehört.

## Landtagswahl 2022
Die Landtagswahl fand am 15. Mai 2022 statt. Die Wahlbeteiligung betrug 52,7 %.
| Direktkandidat          | Partei | Partei                | Erststimmen in % | Zweitstimmen in % |
| ----------------------- | ------ | --------------------- | ---------------- | ----------------- |
| Stefan Klapperich       |        | CDU                   | 23,4             | 24,7              |
| Serdar Yüksel           |        | SPD                   | 38,3             | 33,5              |
| Hans Bischoff           |        | Bündnis 90/Die Grünen | 20,1             | 20,5              |
| Robert Christofor       |        | FDP                   | 3,7              | 4,4               |
| Christian Loose         |        | AfD                   | 5,9              | 5,8               |
| Kristina Rüdiger        |        | Die Linke             | 4,0              | 3,6               |
| Arnim Jörg Daniel Backs |        | Die PARTEI            | 2,6              | 1,6               |
| Andreas Triebel         |        | dieBasis              | 1,2              | 0,8               |
| Samuel Scharrer         |        | Team Todenhöfer       | 0,6              | 0,4               |
| Ernesto Heidenreich     |        | MLPD                  | 0,2              | 0,1               |
| –                       |        | Sonstige              | –                | 4,6               |

## Landtagswahl 2017
Wahlberechtigt waren 101.268 Einwohner, von denen sich 60,0 % an der Wahl beteiligten.
| Direktkandidat  | Partei   | Erststimmen in % | Zweitstimmen in % |
| --------------- | -------- | ---------------- | ----------------- |
| Serdar Yüksel   | SPD      | 41,5             | 36,9              |
| Dirk Schmidt    | CDU      | 26,7             | 23,7              |
| Sebastian Pewny | GRÜNE    | 5,1              | 5,8               |
| Markus Selzener | FDP      | 7,2              | 9,1               |
| Holger Benecken | PIRATEN  | 2,3              | 1,2               |
| Sabine Lehmann  | LINKE    | 7,5              | 7,0               |
| Markus Schröder | AfD      | 9,3              | 10,7              |
| Sonstige        | Sonstige | 0,3              | 5,4               |

## Landtagswahl 2012
Wahlberechtigt waren 106.059 Einwohner.
| Direktkandidat    | Partei   | Erststimmen in % | Zweitstimmen in % |
| ----------------- | -------- | ---------------- | ----------------- |
| Dirk Schmidt      | CDU      | 21,2             | 17,3              |
| Serdar Yüksel     | SPD      | 51,2             | 48,8              |
| Wolfgang Cordes   | GRÜNE    | 9,1              | 10,4              |
| Philipp Hoff      | FDP      | 3,2              | 4,5               |
| Andreas Ixert     | LINKE    | 4,5              | 4,1               |
| Karl-Ulrich Weber | PIRATEN  | 10,9             | 9,2               |
| –                 | Sonstige | –                | 5,7               |

## Landtagswahl 2010
Wahlberechtigt waren 107.381 Einwohner.
| Direktkandidat         | Partei   | Erststimmen in % | Zweitstimmen in % |
| ---------------------- | -------- | ---------------- | ----------------- |
| Dirk Alexander Schmidt | CDU      | 27,0 %           | 23,5 %            |
| Serdar Yüksel          | SPD      | 47,3 %           | 45,8 %            |
| Mustafa Calikoglu      | GRÜNE    | 7,5 %            | 10,3 %            |
| Daniela Vogelsang      | FDP      | 3,5 %            | 3,8 %             |
| Andreas Ixert          | LINKE    | 8,6 %            | 7,9 %             |
| Claus Cremer           | NPD      | 2,7 %            | 1,6 %             |
| Matthias Dworak        | BüSo     | 0,5 %            | 0,1 %             |
| Simone Brand           | PIRATEN  | 2,7 %            | 2,2 %             |
| Claus Bosbach          | UAP      | 0,2 %            | -                 |
| Michael Fischer        | DP       | 0,1 %            | -                 |
| -                      | Sonstige | -                | 4,7 %             |

## Landtagswahl 2005
Wahlberechtigt waren 110.900 Einwohner.
| Direktkandidat          | Partei         | Stimmen in % |
| ----------------------- | -------------- | ------------ |
| Birgit Marlies Fischer  | SPD            | 50,8         |
| Ulrich Küpper           | CDU            | 30,9         |
| Ute Dreckmann           | FDP            | 3,8          |
| Ewald Groth             | GRÜNE          | 5,6          |
| Peter Schlender         | REP            | 1,0          |
| Andreas Jokisch         | PDS            | 1,5          |
| Claus Cremer            | NPD            | 2,2          |
| Lally Mitra             | ödp            | 0,3          |
| Claus Peter Bosbach     | UAP            | 0,6          |
| Jürgen Klute            | WASG           | 3,0          |
| Targan Dogan Cuzucuoglu | Einzelbewerber | 0,2          |

## Wahlkreissieger
Alle Wahlkreissieger gehörten der SPD an.
| Jahr | Wahlkreisname             | Direktmandat           |
| ---- | ------------------------- | ---------------------- |
| 1947 | 101 Wattenscheid          | Kurt Kötzsch           |
| 1950 | 101 Wattenscheid          | Ernst Schlensker       |
| 1954 | 101 Wattenscheid          | Ernst Schlensker       |
| 1958 | 101 Wattenscheid          | Johannes Laumann       |
| 1962 | 101 Wattenscheid          | Johannes Laumann       |
| 1966 | 104 Wattenscheid          | Hans-Joachim Bargmann  |
| 1970 | 104 Wattenscheid          | Hans-Joachim Bargmann  |
| 1975 | 104 Wattenscheid          | Herbert Schwirtz       |
| 1980 | 126 Bochum III            | Herbert Schwirtz       |
| 1985 | 126 Bochum III            | Herbert Schwirtz       |
| 1990 | 126 Bochum III            | Heinz Wirtz            |
| 1995 | 126 Bochum III            | Heinz Wirtz            |
| 2000 | 126 Bochum III            | Heinz Wirtz            |
| 2005 | 109 Bochum III – Herne II | Birgit Marlies Fischer |
| 2010 | 109 Bochum III – Herne II | Serdar Yüksel          |
| 2012 | 109 Bochum III – Herne II | Serdar Yüksel          |
| 2017 | 109 Bochum III – Herne II | Serdar Yüksel          |
| 2022 | 109 Bochum III            | Serdar Yüksel          |